# Team RadioShack
Team RadioShack eller The Shack er et amerikansk professionelt landevejscykelhold med amerikanske RadioShack som hovedsponsor.
Lance Armstrong er en af hovedaktørerne bag holdet, og deltager også som rytter for holdet.
Holdet deltog i Tour de France 2010 og har som mål at opnå status som ProTour-hold til 2010 også.
Holdets ryttere vil også deltage i triatlon-løb. Fra 2012 skal holdet samerbejde med team leopard trek, så holdet kommer til at hedde  radioshack nissan trek

## 2010

### Ryttere
Senest opdateret 9. juli 2009.
|                    | Rytter             | Fødselsdag                 |
| ------------------ | ------------------ | -------------------------- |
| Ben Hermans        | Ben Hermans        | 6. august 1986 (38 år)     |
| Gert Steegmans     | Gert Steegmans     | 30. september 1980 (44 år) |
| Sébastien Rosseler | Sébastien Rosseler | 15. juni 1981 (43 år)      |
| Tomas Vaitkus      | Tomas Vaitkus      | 4. februar 1982 (43 år)    |
| Fumiyuki Beppu     | Fumiyuki Beppu     | 10. april 1983 (41 år)     |
| Sergio Paulinho    | Sergio Paulinho    | 26. marts 1980 (44 år)     |
| Andreas Klöden     | Andreas Klöden     | 22. juni 1975 (49 år)      |
| Matthew Busche     | Matthew Busche     | 9. maj 1985 (39 år)        |
| Daryl Impey        | Daryl Impey        | 6. december 1984 (40 år)   |
| Geoffroy Lequatre  | Geoffroy Lequatre  | 30. juni 1981 (43 år)      |
| Tiago Machado      | Tiago Machado      | 18. oktober 1985 (39 år)   |
| Dmitriy Muravyev   | Dmitriy Muravyev   | 2. november 1979 (45 år)   |
| José Luis Rubiera  | José Luis Rubiera  | 27. januar 1973 (52 år)    |
| Bjørn Selander     | Bjørn Selander     | 28. januar 1988 (37 år)    |

|                   | Rytter            | Fødselsdag                 |
| ----------------- | ----------------- | -------------------------- |
| Grégory Rast      | Grégory Rast      | 17. januar 1980 (45 år)    |
| Sam Bewley        | Sam Bewley        | 22. juli 1987 (37 år)      |
| Haimar Zubeldia   | Haimar Zubeldia   | 1. april 1977 (47 år)      |
| Markel Irizar     | Markel Irizar     | 5. februar 1980 (45 år)    |
| Fuyu Li           | Fuyu Li           | 9. maj 1978 (46 år)        |
| Jason McCartney   | Jason McCartney   | 3. september 1973 (51 år)  |
| Janez Brajkovic   | Janez Brajkovic   | 18. december 1983 (41 år)  |
| Lance Armstrong   | Lance Armstrong   | 18. september 1971 (53 år) |
| Yaroslav Popovych | Yaroslav Popovych | 4. januar 1980 (45 år)     |
| Levi Leipheimer   | Levi Leipheimer   | 24. oktober 1973 (51 år)   |
| Chris Horner      | Chris Horner      | 10. november 1971 (53 år)  |
| Ivan Rovny        | Ivan Rovny        | 30. september 1987 (37 år) |